# Bîc
Il Bîc (Bâc o Byk) è un fiume della Moldavia, affluente destro del Nistro.
Il corso superiore del Bîc scava un profondo canyon nelle Colline Codri. La capitale della Moldavia, Chișinău, è lambita dal Bîc. Una diga sul fiume presso quest'ultima città forma il lago artificiale di Chişinău, ampio circa 10 km². In estate il fiume, disseccandosi, si trasforma in una serie di laghi. Il Bîc è fortemente inquinato.